# Limenitis powelli
Limenitis powelli är en fjärilsart som beskrevs av William D. Field 1936. Limenitis powelli ingår i släktet Limenitis och familjen praktfjärilar. Inga underarter finns listade i Catalogue of Life.